# Cowichan Lake
Cowichan Lake ist ein großer Süßwasser-See, der sich im Süden von Vancouver Island, British Columbia, Kanada befindet.

## Lage
Der See liegt im Cowichan Valley. Der See befindet sich westlich von Duncan und gehört zum Cowichan Valley Regional District. Das östliche Ufer hat eine Länge von ungefähr 28 km (17 mi). Die Gesamtlänge des Cowichan Lakes beträgt ungefähr 30 km (19 mi), wobei er meistens in west-östliche Richtung verläuft und mit ungefähr 4 km (2 mi) die breiteste Ausdehnung besitzt. Der See ist auch die Quelle für den Cowichan River.

## Geografie und Nutzung
An den Ufern des Cowichan Lakes befinden sich einige Gemeinden. Die Gemeinde Lake Cowichan, die größte unter ihnen, liegt am östlichen Ende des Sees, dort wo der Cowichan River beginnt. Entlang der Südseite des Sees befinden sich die Gemeinden von Mesachie Lake und Honeymoon Bay und auch der Gordon Bay Provincial Park. Am Nordufer liegt die Gemeinde Youbou.
Cowichan Valley war einst das Zentrum zur Bauholzgewinnung in British Columbia. In der Vergangenheit führten zwei Eisenbahn-Hauptstrecken zum See und teilweise an den Ufern entlang. Im Zuge eines Strukturwandels der Bauholzindustrie haben die Eisenbahngesellschaften die Strecken jedoch aufgegeben. Diese sind nun Teil eines öffentlichen Haupt-Wege-Systems, das Richtung Osten zum unteren Ende des Cowichan-Tals führt. Die Areale am See sind größtenteils nicht erschlossen, weil sich die umgebenden Wälder im Eigentum der Holzunternehmen befinden und sie dort einen ausgedehnten Holzeinschlag betreiben. Derzeit gibt es jedoch an neuen Standorten rund um den See mehrere Entwicklungsprojekte.
Der See wurde von der Lake Cowichan First Nation selbst in der Sprache Halkomelem als „Kaatza“ bezeichnet, was so viel wie „großer See“ bedeutet.